# 坊野寿山
坊野 寿山（ぼうの じゅざん、1900年9月9日 - 1988年10月25日）は、日本の川柳家。本名は寿三郎。花柳界を舞台にした川柳「花柳吟」の第一人者として知られた。また落語家たちと長年の深い交流があり、落語家たちの川柳会を師匠役として主催した。

## 経歴・人物
東京府東京市日本橋区橘町（現・東京都中央区東日本橋三丁目）の、裕福な木綿問屋の五男として生まれる。中央商業（現在の中央大学商学部）在学中の1921年に、学友と「二十日会」を結成し、本格的に川柳を始める。
また落語好きであったことから、「旦那」として噺家たちとの交流がはじまる。甚語楼時代の5代目古今亭志ん生など、貧乏な噺家たちの面倒をみた。
1930年（または1931年）、4代目柳家小さん、5代目三遊亭圓生の依頼により、落語家の川柳会「鹿連会」の師匠となる。他のメンバーに、8代目桂文楽、7代目三笑亭可楽、柳家甚語楼、5代目蝶花楼馬楽、6代目橘家圓蔵、蝶花楼馬の助、橘家圓晃、初代林家正楽、桂文都、8代目柳家小三治（後に、落語協会事務長）、春風亭柳楽。2年間活動したが、後に「句を直すとすぐに文句を言われるし、大変だった」と回想している。
一方で、「連れ込み旅館」（自称）を経営。噺家たちが、女性との逢引にしばしば、利用したという。
戦後の1953年に、「第二次鹿連会」を6代目三遊亭圓生を幹事役として始める。選者には、川柳界の長老で僧侶でもあった、西島〇丸（れいがん）も加わった。メンバーは、8代目桂文楽、5代目古今亭志ん生、初代林家正楽、7代目橘家圓蔵、3代目桂三木助、2代目三遊亭円歌、5代目柳家小さん、2代目桂右女助、10代目金原亭馬生、8代目春風亭柳枝。この会は長年続き、噺家たちに寿山が絵を教えたり、三越名人会で「鹿連会」の企画で川柳を即興で詠んだりしたが、会員たちの大半が寿山より先に死去したため、自然消滅した。
その他にも、「子鹿会」「鹿柳会」「鹿苦会」など、若手噺家たちの川柳会でも師匠をつとめた。
また、戦後の「鹿連会」には入らなかったが、林家彦六とも親密で、彦六が「正蔵」の名跡を海老名家に返す際に、同行したという。また、彦六、宇野信夫、東京新聞の富田宏、TBSの出口一雄との5人で「はしば会」という会を作り、日本橋「たいめいけん」で食事をしながら歓談をしていたこともある。
死去の4年前の1984年、84歳で、噺家たちとの交流を回想した著書『粗忽長屋 文楽、志ん生、円生の素顔』を刊行。言及される「名人」たちの大半が故人であり、また寿山は彼等の「師匠」でもあったため、遠慮がない筆致で噺家たちの（弱点、欠点も含めた）生々しい素顔を伝えた。

## 著書
- 『花柳吟壽山調』松花、1934年、NDLJP:1080181、NDLJP:1080184
- 『落語寄席風俗誌』（八代目林家正蔵との共著）展望社、1975年、NDLJP:12438280
- 『色元結 昭和の初めの花柳界、粋な遊び』創拓社、1984年11月、NDLJP:12169926
- 『粗忽長屋 文楽、志ん生、円生の素顔』創拓社、1984年11月、NDLJP:12438389

## 出演
- NHK特集「びんぼう一代 ～五代目古今亭志ん生～」（1981年3月27日、NHK総合）

## 参考資料
- 延広真治「坊野寿山 花柳吟と鹿連会」（雑誌『川柳学』創刊号（2005年秋号）に収録）
- 美濃部由紀子（編集協力）「噺家が詠んだ昭和川柳 落語名人たちによる名句・迷句500」(2019年1月、メイツ出版）